# Anne Pedersdater Kasteføll
Anne Pedersdater Kasteføll, död 1636 i Ystad, var en dansk kvinna som blev avrättad för häxeri i det då danska Skåne. 
Kasteføll ställdes inför rätta för trolldom första gången år 1624. Hon befanns 30 oktober 1624 av Skånes landsting i Lund som skyldig till att ha utövat trolldom och fått sex utomäktenskapliga barn med sex olika män och dömdes till att lämna Danmark inom en månad eller brännas på bål.
Hon lämnade dock inte landet, men flyttade till Ystad, där hon försörjde sig på att utföra trollkonster mot betalning. 
Den 23 augusti 1636 ställdes Kasteføll för andra gången inför rätta för trolldom, denna gång inför Ystads rådhusrätt. Ett flertal personer vittnade inför rätten mot henne. Peder Möller i klostermöllan vittnade om att hon efter gudstjänsterna hade rört sig kring det gamla klostret utförande underliga ritualer; gå en viss sträcka och slå med ett tygstycke i luften. Lasse Hannsen vittnade om att hon hade rört sig baklänges bland boskapen. Prästen vittnade om att hon bekänt för honom att hon inte hade gått i kyrkan på fyra år.  
Ett flertal föremål återfanns i hennes ägo som var typiska för de föremål som användes för att utföra just påstådd trolldom enligt folktron: som "ett kläde med två knutar, den ena med dansk kummin i, den andra med timjan". Hon förklarade att hon inte kunnat besöka kyrkan sedan hon hade börjat försörja sig på att utföra trollkonster med "knutar och påsar". Hon bekände inför rätten att hon hade haft samlag med Djävulen. Hur förhören gick till är inte känt, men enligt dansk lag fick tortyr inte användes förrän efter den åtalade redan hade bekänt. 
Den 16 november 1636 fördes Kasteføll från Ystad till Lund, där hon ställdes inför Skånska landstinget. Då hon tillfrågades om sina invändningar svarade hon: 
‘Da haffade hun intet andel den löse ord, och bad for sig; begierrede att lanndsdommer wille betennche sig met sinn dom offer hinder, att hand kunde haffue ena god sambvittigheth’.
Anne Pedersdater Kasteføll dömdes till döden som skyldig till häxeri. Avrättningen ägde rum i Ystad. Den bör ha utförts genom bränning på bål, eftersom detta var avrättningsmetoden som användes i Danmark, och Skåne vid denna tid fortfarande var danskt. 
Inga fler avrättningar för häxeri tycks ha ägt rum i Ystad, och nästa häxprocesser i Ystad ägde rum mot de kloka gummorna Johanna Hansdotter och Hanna Isacks från Kabusa år 1706-1707, vilka båda slutade med spöstraff respektive frikännande. 